# منتزه هيرنانديز
يعد منتزه هيرنانديز أهم منتزه في مدينة مليلية الإسبانية المتمتعة بالحكم الذاتي ويقع في Modernist Ensanche في Plaza de España .  sfa

## تاريخ

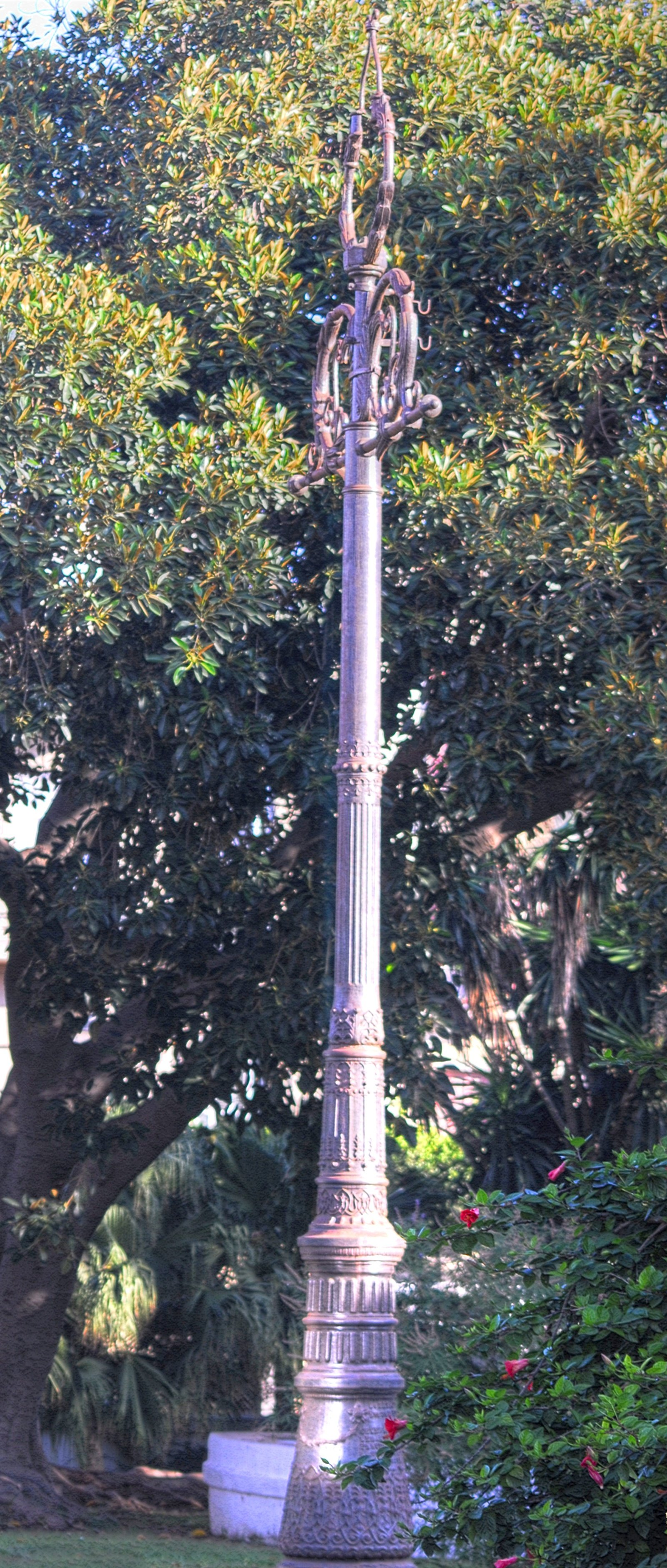
مصباح الشارع

يعود أصله إلى عام 1872، عندما امتلأ المجرى القديم لنهر ريو دي أورو بالأرض التي تم استخراجها لتشكيل المجرى الجديد. في عام 1900، قرر القائد العام للساحة آنذاك، فينانسيو هيرنانديز فرنانديز ، تحويل السهل الواسع الذي كان يستخدم كميدان تدريب للقوات ومكب نفايات للسكان إلى حديقة غابات . للقيام بذلك، تم التعاون مع مجلس الضرائب ، الذي غطى النفقات من خلال عنصر الترفيه.   
في عام 1902 تم بناء الحديقة على شكل شبه منحرف حسب تصميم المهندس فيسنتي غارسيا ديل كامبو من العام السابق، وتم افتتاحها في 18 مايو وفي عام 1906 بدأ التحضر، الذي لم ينجح عندما دمر فيضان الحديقة في عام 1907، تم بناء معبد في وسط الحديقة وتم تركيب عمود إنارة تذكاري على شرف الجنرال هيرنانديز، وتم دفع تكاليفه من خلال اشتراك شعبي بدأته شركة El Telegrama del Rif .   في عام 1914، تم بناء الواجهة الرئيسية بغموض يسمى مقهى الحمراء بين عامي 1911 و1918، وفي عام 1915 تم بناء خزان مياه مرتفع يسمح بتحويله إلى حديقة حقيقية وفي عام 1918 تم الانتهاء من سياج الحديقة.  
وفي الفترة ما بين عامي 1927 و1930، تم بناء البرجولات وإزالة الأكشاك والمتنزهات ورصف أهمها، كما تم تركيب مجموعة من البقايا الأثرية في قبو المعبد . في بداية الثلاثينيات، فُقد الدوار الموجود في نهاية المنتزه وتم نقل المجموعة الأثرية إلى محيط بويرتا دي لا مارينا. تم تركيب مكتبة شعبية في قبو المعبد. في عام 1945 تم هدم المعبد وتركيب نافورة مضيئة، والتي تم هدمها بين عامي 1951 و1952، وفي عام 1966 تم استبدال وإصلاح السياج المعدني للسور، وفي عام 1987 تم إصلاح المنتزه المركزي، ووضع نافورة في وسط السور. بارك، على الرغم من أنه في نهاية السبعينيات، بدأ الانخفاض الطويل.     
في أبريل 2007، خلال الاحتفال بالمؤتمر الرابع والثلاثين للمتنزهات والحدائق، حصلت مع حدائق بلازا دي إسبانيا على لقب الحديقة التاريخية . 

## وصف
لها باب رئيسي يتكون من ثلاثة أبواب، ببوابات حديدية، الباب المركزي محاط بمنشورين، مع شعار النبالة لمليلية ويتوج بتاج ، مع برج يقف فيه غوزمان الطيب ملوحًا بخنجر.    

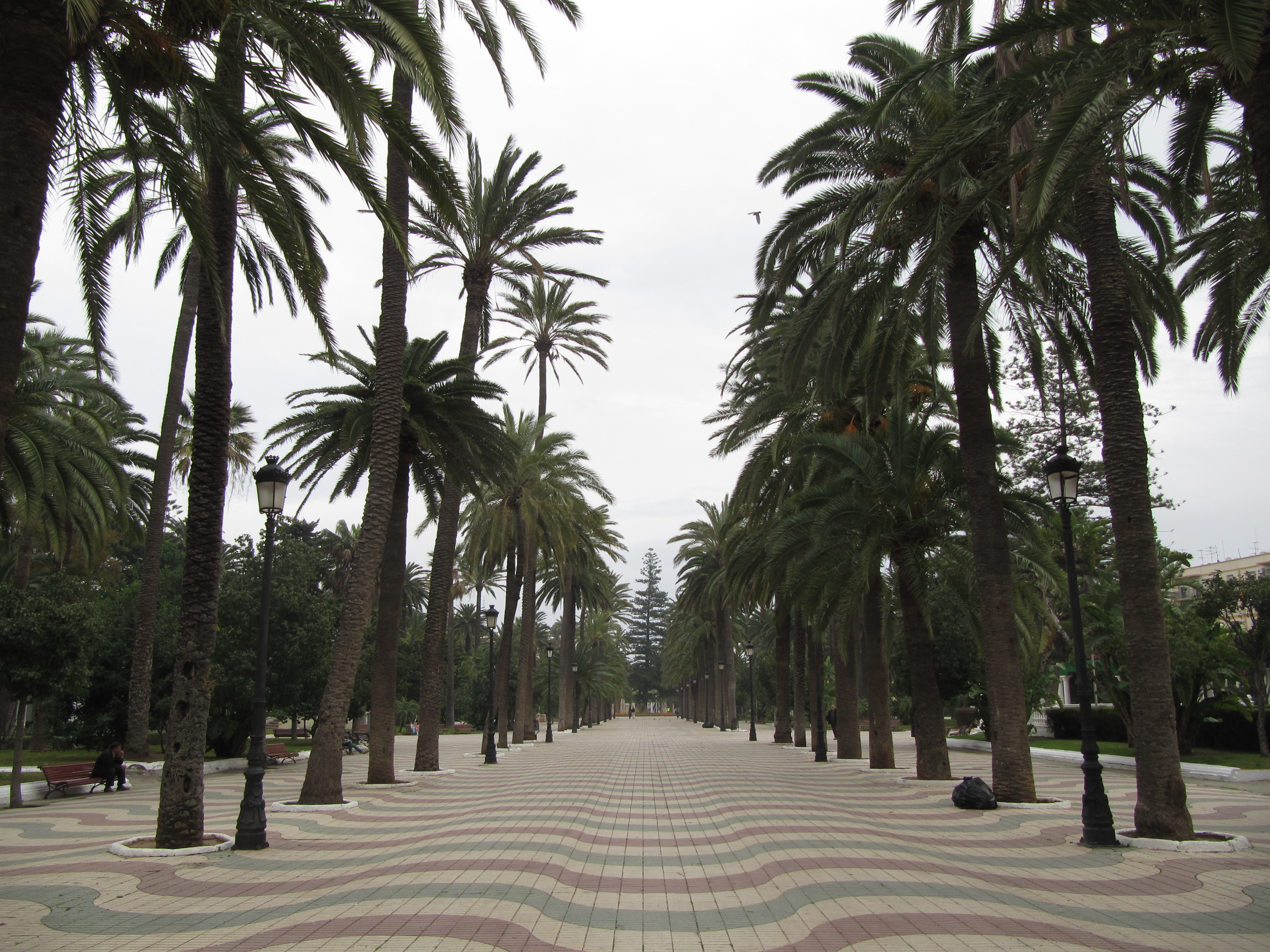
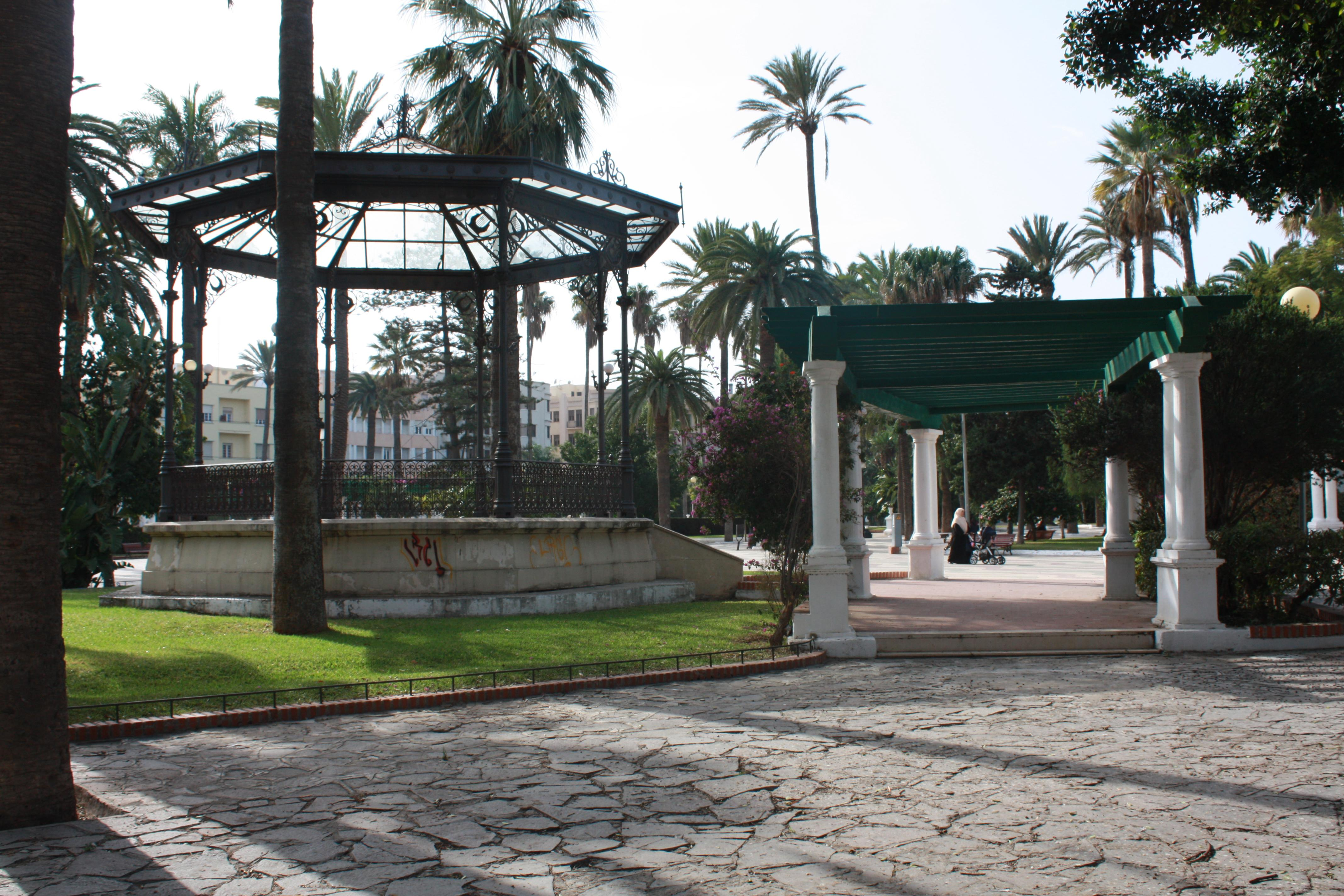
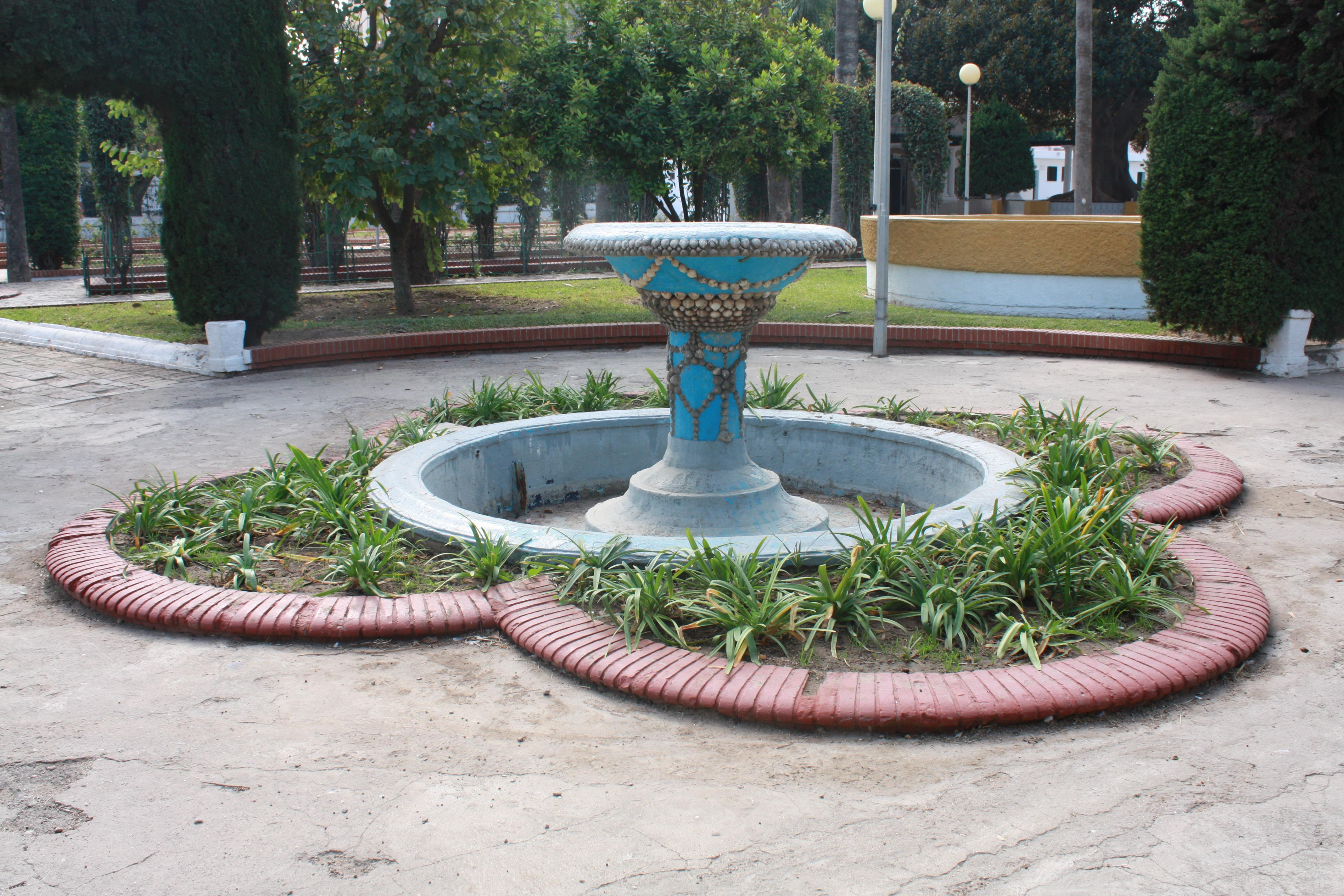
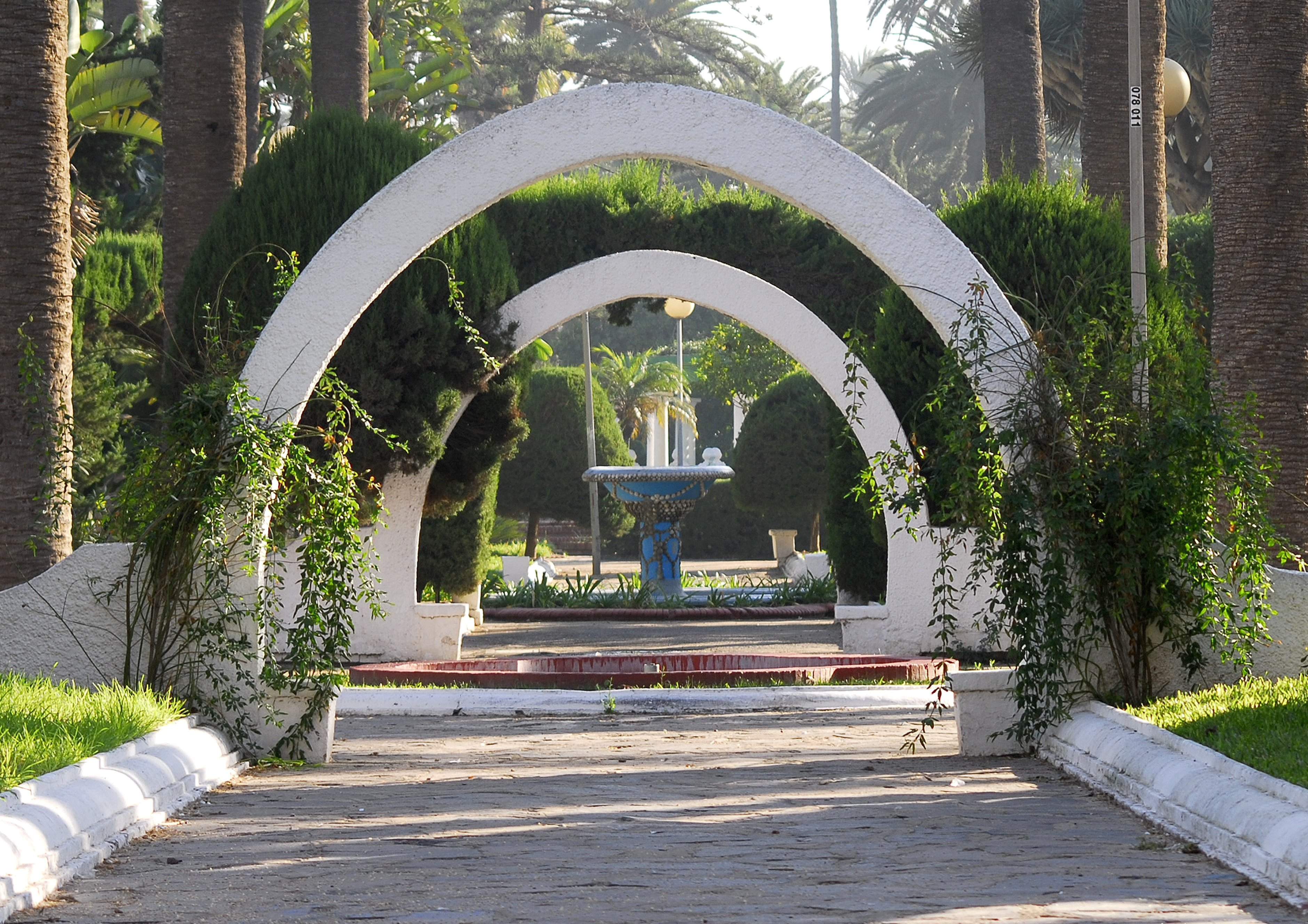